# Nunzio Gallo
Nunzio Gallo (Nápoles, 25 de marzo de 1928 – Telese Terme, 22 de febrero de 2008), fue un cantante y actor italiano.

## Biografía
Estudió en el Conservatorio de San Pietro a Maiella, en su ciudad natal, empezando su carrera como cantante lírico. Representó a su país en el Festival de la Canción de Eurovisión 1957, alcanzando la sexta plaza; actuó con la canción "Corde della mia chitarra", con la que había ganado el Festival de San Remo 1957 junto a Claudio Villa (es famosa por ser la canción de mayor duración, 5:09, interpretada jamás en el Festival, antes que las nuevas reglas limitasen la duración a 3 minutos). En 1958 ganó el Festival de Nápoles junto con Aurelio Fierro, con la canción  "Vurria".
Gallo también fue actor y apareció en cerca de 20 películas. Sufrió una hemorragia cerebral en septiembre de 2007 de la que no se recuperó totalmente. Falleció en un centro de rehabilitación de Telese Terme en febrero de 2008; su funeral se celebró en la Iglesia de San Ferdinando en Nápoles.

## Discografía

### Álbumes de estudio
- 1957 – Nunzio Gallo (Odeon, MODQ 6271)
- 1957 – Successi di tutto il mondo (Odeon, MODQ 6280)
- 1978 – 16 anni (Vis Radio, LP 218)

### EP
- 1956 – Guaglione/Manname nu raggio 'e sole/Lasciami cantare una canzone/Nu quarto 'e luna (Odeon, DSEQ 490)
- 1956 – Guaglione/Suspiranno 'na canzone/Manname nu raggio 'e sole/Chitarra mia napulitana (Odeon, DSEQ 491)
- 1957 – Mamma/Addio sogni di gloria/Scapricciatiello/'Na sera 'e maggio (Odeon, DSEQ 517)
- 1957 – Corde della mia chitarra/Scusami/Venezia mia/Il pericolo n. 1 (Odeon, DSEQ 520; las canciones 2 y 4 son interpretadas por Emilio Pericoli)
- 1957 – Malinconico autunno/Napule, sole mio!/Lazzarella/Serenatella 'e maggio (Odeon, DSEQ 537)
- 1957 – Santa notte/Tu scendi dalle stelle/Bianco natale/Gotine gialle (Odeon, DSEQ 547)
- 1958 – 'O sole mio!/Marechiare/Maria Marì!/Funiculì funiculà (Odeon, DSEQ 556)
- 1958 – Come pioveva/Santa Lucia luntana/Signorinella/Signora fortuna (Odeon, DSEQ 566)
- 1958 – Nostalgico slow/'O surdato 'nnammurato/Guapparia/Addio tabarin (Odeon, DSEQ 571)
- 1958 – Vurria/Torna 'a vucà/Suonno a Marechiare/'O cantastorie (Odeon, DSEQ 579)
- 1958 – A Roma è sempre primavera/Solitudine/Serenata zunzunzu/Cerco qualcuno che m'ami (Parlophon, QDSE 3953; cara A canta Giorgio Consolini)

### Sencillos
- 1943 – In attesa/La bella Maria (Odeon, TW 3085)
- 1946 – Il pianino di Napoli/Passeggiata sul Tevere (Odeon, TW 3189)
- 1955 – Sullisso to pò di/'A tempesta (Odeon, TW 4287)
- 1955 – Granada/Andalusia (Odeon, TW 4349)
- 1956 – Luna nnammurata/Manname nu raggio 'e sole (Odeon, TW 4347)
- 1956 – Maggio senza rose/Chitarra mia napulitana (Odeon, TW 4349)
- 1956 – Te voglio fa vasà/Manname nu raggio 'e sole (Odeon, TW 4352)
- 1956 – Manname nu raggio 'e sole/Guaglione (Odeon, DSOQ 225)
- 1957 – Scapricciatiello/Serenatella sciuè sciuè (Odeon, TW 4389; con Maria Bini y la banda Sci Sci)
- 1957 – Addio sogni di gloria/Tornerai (Odeon, TW 4390)
- 1957 – Corde della mia chitarra/Venezia mia (Odeon, TW 4403)
- ???  – Torna a Surriento/Surdate (Odeon P 11075)
- 1957 – 'Na voce, 'na chitarra e 'o poco 'e luna/'Na sera 'e maggio (Odeon, P 11172)
- 1957 – Serenatella 'e maggio/Suonno e fantasia (Odeon, P 11181)
- 1957 – Felicità/Lazzarella (Odeon, P 11182)
- 1957 – Malinconico autunno/Napule sole mio! (Odeon, P 11187)
- 1957 – Buon anno buona fortuna/Mamma (Parlophon, QMSP 16113; cara A canta Giorgio Consolini)
- 1957 – 'Na sera 'e maggio/Dicitincello vuie (Odeon, MSOQ 89)
- 1957 – Scalella 'e seta/Sunatore 'e pianino (Odeon, MSOQ 92)
- 1958 – Sincerità/Voglio a tte (Odeon, P 11262)
- 1958 – Bast'ammore pè campà/Torna 'a vucà (Odeon, P 11263)
- 1958 – Vurria/Suonno a Marechiare (Odeon, P 11264)
- 1958 – Pecchè se canta a Napule/Chiove a zeffunno (Odeon, MSOQ 133)
- 1958 – Vurria/Suonno a Marechiare (Odeon, MSOQ 135)
- 1959 – Piove/Io sono il vento (Odeon, MSOQ 177)
- 1959 – Per tutta la vita/Né stelle né mare (Odeon, MSOQ 178)
- 1959 – Padrone d' 'o mare/Scurdammoce 'e cose d' 'o munno (Odeon, MSOQ 5220)
- 1959 – 'A rosa rosa/Accussì (Odeon, MSOQ 5221)
- 1959 – Solitudine/Primmavera (Odeon, MSOQ 5224)
- 1959 – 'E calamite blu/Uva nera (Odeon, MSOQ 5249)
- 1960 – 'Sti mmane/Sempe tu (Vis Radio, ViMQN 36601)
- 1960 – 'E rrose e tu/Nun me parlate 'e mare (Vis Radio, ViMQN 36602)
- 1960 – T'aspettavo/Cade 'na stella (Vis Radio, VLMQN 056022)
- 1960 – Vesuvio/Pienzece buono (Vis Radio, VLMQN 056023)
- 1960 – Appuntamento a Madrid/Remember this cumpà (Vis Radio, VLMQN 056024)
- 1961 – Lady Luna/Lei (Vis Radio, VLMQN 056046)
- 1961 – Napule sott'a ll'acqua/Desiderio 'e casa mia (Vis Radio, VLMQN 056049)
- 1961 – Catarì/Sora mia (Vis Radio, VLMQN 056058)
- 1961 – Tarantelluccia/'A canzona 'e Napule (Vis Radio, VLMQN 056069)
- 1961 – È colpa mia/Vernata a primmavera (Vis Radio, VLMQN 056070)
- 1961 – Credere/Ammore senza fine (Vis Radio, VLMQN 056075)
- 1961 – L'urdema canzone mia /Quann'ammore vò filà (Vis Radio, VLMQN 056079)
- 1961 – Te si scurdato 'e Napule/Comme facette mammeta (Vis Radio, VLMQN 056080)
- 1961 – Damme 'a mano/L'onne (Vis Radio, VLMQN 056087)
- 1961 – Sedici anni/Non so cos'è (Vis Radio, VLMQN 056095)
- 1961 – Napule ca se sceta/Ho pregato per te (Vis Radio, VLMQN 056106)
- 1962 – L'ultimo pezzo di terra/Breve incontro (Vis Radio, VLMQN 056115)
- 1962 – Inventiamo la vita/Ho perduto il mio io (Vis Radio, VLMQN 056116)
- 1962 – Addio...Addio.../La ragazza del chiaro di luna (Vis Radio, VLMQN 056121)
- 1962 – Ogni giorno/Voglio te (Vis Radio, VLMQN 056129)
- 1962 – Sedici anni/Breve incontro (Vis Radio, VLMQN 056133)
- 1962 – Non sai piangere/Ho perduto il mio io (Vis Radio, VLMQN 056138)
- 1962 –  'Nterr'arena/E dilla 'na parola (Vis Radio, VLMQN 056140)
- 1962 – Luna mia/Sulo (Vis Radio, VLMQN 056141)
- 1962 – 'Mbriacateve cu'mme/Napule, paraviso blu (Vis Radio, VLMQN 056148)
- 1963 – Ddoie zingare/Lassammoce! (Vis Radio, VLMQN 056148)
- 1963 – Stanotte nun sunnà/Ll'autunno è comm' 'a tte (Vis Radio, VLMQN 056214)
- 1963 – Serenata marenara/Nun lassà Surriento (Vis Radio, VLMQN 056215)
- 1963 – Preghiera napulitana/Serenata marenara (Vis Radio, VLMQN 056220)
- 1963 – Annamaria/Catene d'ammore (Vis Radio, VLMQN 056221)
- 1963 – Annamaria/Un gioco (Vis Radio, VLMQN 056228)
- 1964 –  'O paese d' 'o sole/Serenata napoletana (Vis Radio, VLMQN 056234)
- 1964 – Ammore mio/Inutilmente (Vis Radio, VLMQN 056280)
- 1964 – Anema nera/Chella d' 'e rrose (Vis Radio, VLMQN 056282)
- 1965 – Oilì, oilà/Canta pé me (Vis Radio, VLMQN 056297)
- 1965 – Vurria.../Sciummo (Vis Radio, VLMQN 056301)
- 1965 – Guardame/Nu suonno (Vis Radio, VLMQN 056321)
- 1965 – 'E suonne restano/Ddoje zingare (Vis Radio, VLMQN 056326)
- 1965 – La ballata del clown/Un giorno dopo l'altro (Vis Radio, VLMQN 056332)
- 1965 – Arrivederci a Napoli/Che bella jurnata 'e sole (Vis Radio, VLMQN 056333)
- 1966 – 'Stu poco 'e bene/Te chiammavo fortuna (Vis Radio, VLMQN 056372)
- 1967 – Guapparia/Sciuldezza bella! (Vis Radio, VLMQN 056377)
- 1967 – Angelica/Voce scunusciuta (Vis Radio, VLMQN 056409)
- 1968 – Dimme ca tuorne a mme/Ammore mio (De Laurentis, 8001)
- 1969 –  'O paese d' 'o sole/Serenata napoletana (Vis Radio, ViMQN 36997)
- 1969 – 'Na rosa e 'na buscia/'Na rosa...mille rose (S.N.D. Record, N.P. 7003)
- 1970 – Quanno sponta primmavera/Luna caprese (Boom Record, BE 287)
- 1970 – Come rugiada/L'amore non è lunatico (Zeus, BE 261; cara A canta Nunzio Gallo, cara B canta Rosalba Orefice)
- 1972 – Inno del Napoli/Uocchie e maluocchie (Shop Record, SHP 2002)
- 1972 – Guapparia/'A sirena (Zeus, BE 338/BC 4012)
- 1972 – 'O surdato nnammurato/'O sole mio (Zeus, BC 4013)
- 1972 – Malafemmena/Dduje scunusciute (Zeus, BC 4015)
- 1976 – Nostalgia/Fermati tu (Zeus, BC 5041)

## Filmografía
- Desiderio, de Roberto Rossellini y Marcello Pagliero (1946)
- Tarantella napoletana, de Camillo Mastrocinque (1953)
- La rossa, de Luigi Capuano (1955)
- Suor Maria, de Luigi Capuano (1956)
- Non cantare, baciami!, de Giorgio Simonelli (1957)
- Malafemmena, de Armando Fizzarotti (1957)
- A vent'anni è sempre festa, de Vittorio Duse (1957)
- Non sono più guaglione, de Domenico Paolella (1958)
- Arriva la banda, de Tanio Boccia (1959)
- I cavalieri del diavolo, de Siro Marcellini (1959)
- Meravigliosa, de Siro Marcellini (1960)
- Urlo contro melodia nel Cantagiro 1963, de Arturo Gemmiti (1963)
- Il figlioccio del padrino, de Mariano Laurenti (1973)
- L'ultimo guappo, de Alfonso Brescia (1978)
- Napoli... serenata calibro 9, de Alfonso Brescia (1978)
- Il mammasantissima, de Alfonso Brescia (1979)
- Lo scugnizzo, de Alfonso Brescia (1979)
- Napoli storia d'amore e di vendetta, de Mario Bianchi (1979)
- I contrabbandieri di Santa Lucia, de Alfonso Brescia (1979)
- Il motorino, de Ninì Grassia (1983)
- Così parlò Bellavista, de Luciano De Crescenzo (1984)
- Pacco, doppio pacco e contropaccotto, de Nanni Loy (1993)
- La guerra di Mario, de Antonio Capuano (2005)